# قطعنامه ۳۲ شورای امنیت
قطعنامه ۳۲ شورای امنیت سازمان ملل متحد که در تاریخ ۲۶ اوت ۱۹۴۷ تصویب شد، سندی بین‌المللی دربارهٔ مسئلهٔ اندونزی است. این قطعنامه طی نشست ۱۹۵ام با ۱۰ موافق، ۰ مخالف و ۱ ممتنع تصویب شد.